# Józef Bogdanowicz
Józef Bogdanowicz (ur. 22 lipca 1866 w Kosowie, zm. ok. 1905) – polski ziemianin, działacz konserwatywny i poseł do austriackiej Rady Państwa.

## Życiorys
Ukończył c.k. gimnazjum w Stanisławowie (1883) oraz wydział prawa na uniwersytecie we Lwowie (1886).
Ziemianin. Posiadał majątek Kossów, poczta Białobożnica, pow. Czortków. Członek oddziału buczacko-czortkowsko-husiatyńsko-zaleszczyckiego Towarzystwa Gospodarskiego we Lwowie (1889-1892, 1899-1904).
Członek Rady Powiatowej w Czortkowie z kurii większych posiadłości (1899-1904). Poseł do austriackiej Rady Państwa IX kadencja (27 marca 1897 – 8 czerwca 1900) z kurii powszechnej – okręg 13 (Stanisławów-Rohatyn-Podhajce-Buczacz-Tłumacz, zwyciężył Josyfa Huryka). Członek Koła Polskiego w Wiedniu, należał do grupy posłów konserwatywnych. W październiku 1901 r. aresztowany w Wiedniu za zbrodnię przeciwko moralności. Został zwolniony za kaucją w wysokości 40 000 koron.

## Rodzina i życie prywatne
Pochodził ze szlacheckiego rodu ormiańskiego herbu własnego, syn Michała (ur. 1837 w Koszyłowcach, zm. ok. 3 kwietnia 1900 w Kosowie, popełniwszy samobójstwo) i Józefy z Warterysiewiczów Smolińskich. Żonaty z Emilią z Dąbrowskich.